# Kongeegen

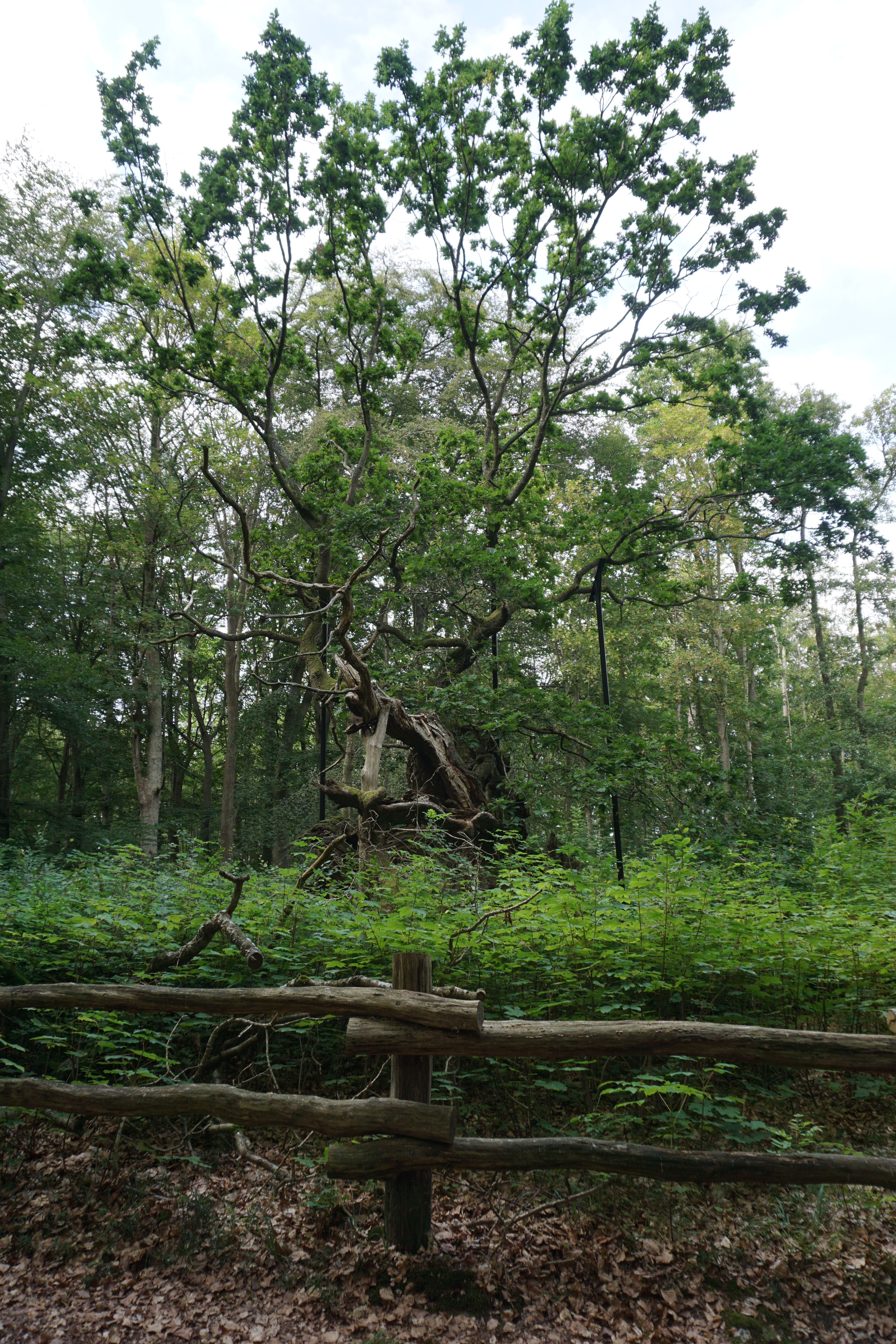
Kongeegen, augusti 2019

Kongeegen är en enstammig dansk ek, som växer i Jægerspris Nordskov nära Jægerspris på Sjælland. En vetenskaplig undersökning av trädets årsringar 1965 visade att trädet var omkring 1.500–2.000 år gammalt och att det skulle kunna var den äldsta levande eken i norra Europa. Det är troligt att den ursprungligen växte på en öppen äng, med tanke på des korta stam och lågt satta grenar, och att den senare vuxit med högre träd runt omkring sig. Kongeegen växer i samma skog som Snoegen och Storkeegen.
Kongeegen beskrevs första gången av historikern Christian Molbech 1813. Då var trädet så ihåligt att tre ryttare kunde rymmas i dess inre. En senare berättelse är att kung Frederik VII av Danmark till häst sökte skydd i trädet under ett åskväder, vilket kan vara ursprunget till trädets namn. 
Eken hade 1965 en höjd på 17 meter, en omkrets på 14 meter och en diameter på 4,45 meter.

## Bildgalleri

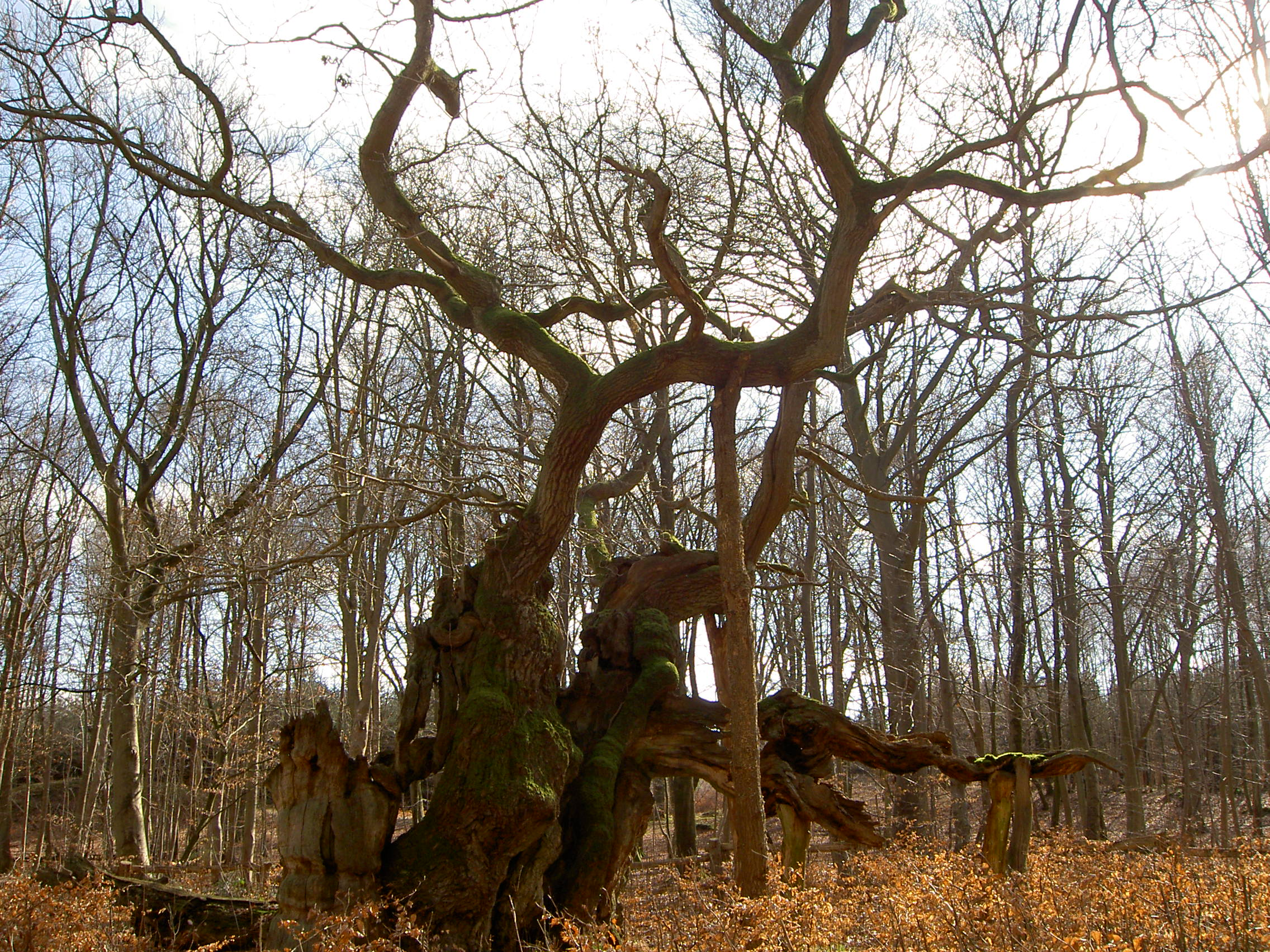
Kongeegen, mars 2008
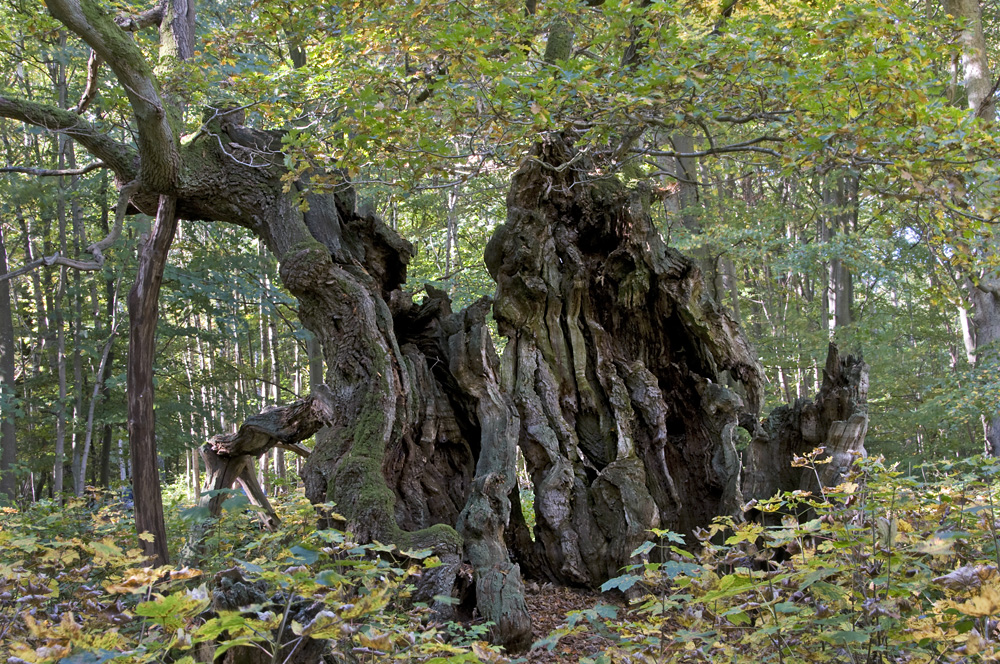
Kongeegen. 2008
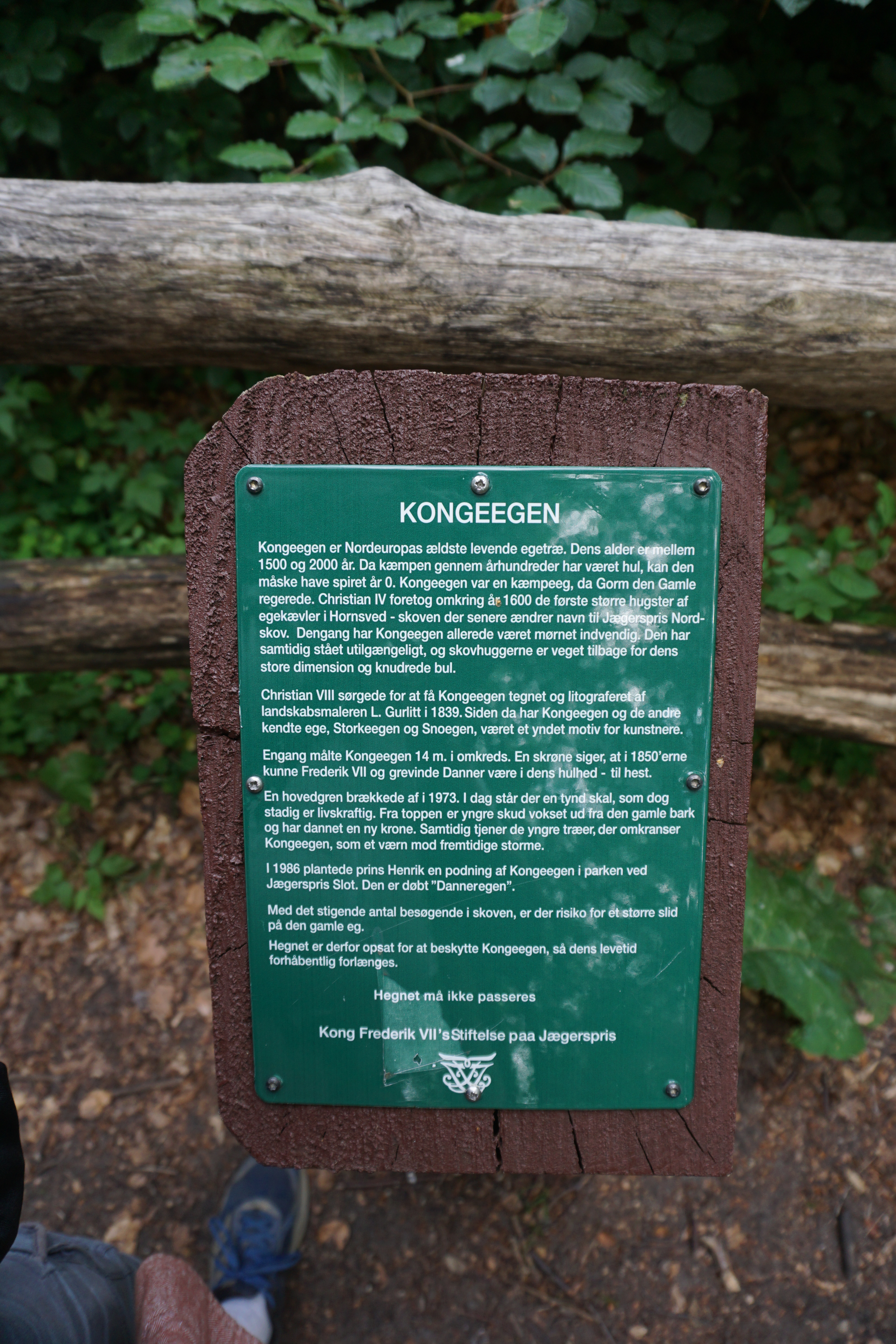
Skylt vid Kongeegen